# 關家良一
關家 良一（せきや りょういち、1967年2月12日 - ）は神奈川県相模原市出身のウルトラマラソンランナー。24時間走の現アジア記録保持者。IAU24時間走世界選手権で4度優勝（2004年、2006年、2007年、2008年）し、個人として最多記録。

## 概要
日本を代表するウルトラマラソンランナーである。本職は機械加工メーカーの技術者。
IAU24時間走世界選手権において、個人としては最多の4度優勝（2004年、2006年、2007年、2008年）、準優勝も2003年に1度している。
国際ウルトラランナーズ協会（IAU）公認大会である東呉国際ウルトラマラソン(台北）では、2001年および2005年から2012年(2006年は不開催）の8回にわたり優勝している。2007年に24時間走で、274.884kmのアジア記録を樹立した。
ギリシャで行われるスパルタスロンにおいても2002年と2009年の2度にわたり優勝している。
2004年8月11日放送のトリビアの泉 〜素晴らしきムダ知識〜（フジテレビ）内のコーナー「トリビアの種」での「手紙をポストに入れるより、自分で走って届けた方が早い距離は○○km」の企画にて、マラソンランナーとして東京都日本橋から静岡県島田市までの220kmを24時間16分で走破した。

## 主な成績
| 年           | 大会         | 会場         | 結果         | 種目         | 補足                             |
| 日本の競技者 | 日本の競技者 | 日本の競技者 | 日本の競技者 | 日本の競技者 | 日本の競技者                     |
| ------------ | ------------ | ------------ | ------------ | ------------ | -------------------------------- |
| 2008         | 世界選手権   | ソウル       | 優勝         | 24時間走     | 273.366キロメートル (169.862 mi) |
| 2007         | 世界選手権   | ドラモンビル | 優勝         | 24時間走     | 263.562キロメートル (163.770 mi) |
| 2006         | 世界選手権   | 台北         | 優勝         | 24時間走     | 272.936キロメートル (169.595 mi) |
| 2004         | 世界選手権   | ブルノ       | 優勝         | 24時間走     | 269.085キロメートル (167.202 mi) |
| 2003         | 世界選手権   | ウデン       | 準優勝       | 24時間走     | 267.223キロメートル (166.045 mi) |